# Sprachen der Miao
Als Sprachen der Miao (chinesisch 苗語支) oder Hmongische Sprachen (englisch Hmongic languages) werden mehrere verwandte, aber gegenseitig nicht verständliche Sprachen oder Dialektgruppen zusammengefasst. Dazu gehören unter anderem Hmu (oder Qiandong-Miao), Qo Xiong (bzw. Xong oder Xiangxi-Miao), A-Hmao (oder Diandongbei-Miao) und Hmong im engeren Sinne (oder Chuanqiandian-Miao).

## Klassifizierung
Die Sprachen der Miao gehören zur Sprachgruppe der Hmong-Mien-Sprachen (Miao-Yao-Sprachen).
Chinesische Wissenschaftler zählen die Miao-Yao-Sprachen in der Regel zur Sprachfamilie der sinotibetischen Sprachen.
Sie werden jedoch auch häufig gemeinsam mit den austronesischen Sprachen und den austroasiatischen Sprachen einer vorgeschlagenen Superfamilie der austrischen Sprachen zugerechnet. Diese These hat jedoch nur noch wenige Anhänger.
In China werden auch Menschen der Miao-Nationalität hinzu gerechnet, die nicht Miao sprechen. In Chengbu und Suining (Hunan), in Longsheng und Ziyuan (Guangxi) und in Jinping (Guizhou) gibt es Miao, die Chinesisch sprechen (insgesamt etwa 100.000); in Sanjiang (Guangxi) werden Sprecher der Dong/Gaeml-Sprache den Miao zugerechnet (über 30.000); in der Inselprovinz Hainan werden Yao-Sprecher den Miao zugerechnet (über 100.000). Die A-Hmao (400.000) verwenden einen Dialekt des Miao.

## Schriftsprachen
Die Miao verwenden mehrere Schriftsprachen.

### Historische Schriftsprachen
Im 19. Jahrhundert schuf Shí Bǎntáng 石板塘 eine Miao-Schrift auf Grundlage chinesischer Zeichen; Shí Qǐguì 石启贵 schuf eine einfachere Schrift für die Sprache der Miao. Beide waren Sprecher des Dialekts von West-Hunan. Lóng Shàohuá龙绍华 aus Guizhou schrieb mehrere Lehrbücher in Miao, für die er IPA verwendete.
Andere Schriftsysteme wurden von christlichen Missionaren aus Europa und Nordamerika geschaffen, darunter die Schrift, die der britische Missionar Samuel Pollard (Chinesisch: Bǎi Gélǐ 柏格理) gemeinsam mit dem Miao-Intellektuellen Yáng Yǎgè 杨雅各 im Jahr 1905 entwarf, um den Dialekt von Shíménkǎn 石门坎 zu verschriften. Sie machte mehrere Reformen durch, bis sie mit der Veröffentlichung eines Neuen Testaments im Jahr 1936 ihre endgültige Form erhielt. Pollard-Miao (A-Hmao) verwendet 24 große Zeichen und 8 Zeichenkombinationen für die Silbenanlaute, und 15 kleinere Zeichen für die Silbenauslaute. Noch in den 1980er Jahren wurde diese Schrift von etwa 250.000 Miao in China verwendet, davon beherrschten etwa 50.000 sie auch aktiv sehr gut. 1988 beispielsweise veröffentlichte die Patriotische Katholische Kirche Chinas ein Neues Testament in Pollard-Miao.
1949 schuf der französische katholische Missionar Bertrais in der Gegend von Luang Prabang in Laos eine Miao-Schrift. Der protestantische Missionar Barney aus den USA entwarf ungefähr zur gleichen Zeit und ebenfalls in Laos ein Miao-Alphabet. Beide Schriften wurden nach Beratung mit dem US-amerikanischen Missionar und Sprachwissenschaftler William Smalley reformiert bzw. vereinheitlicht und das Ergebnis, das Roman Popular Alphabet (RPA), wird noch heute in mehreren Ländern (vor allem auch von Flüchtlingen in den USA) verwendet.
1959 erfand Shong Lue Yang (Soob Lwj Yaj) im Norden von Laos an der Grenze zu Vietnam eine Schrift, die als Pahawh Hmong bekannt wurde. Shong Lue Yang behauptete, dass Gott ihm die diese Schrift offenbart hätte. Es handelt sich um ein relativ kompliziertes System, das mehrmals reformiert wurde. Die Buchstaben werden von links nach rechts geschrieben, doch der Silbenauslaut steht vor dem Silbenanlaut. Acht verschiedene Töne werden durch diakritische Zeichen ausgedrückt. Die Schrift wird heute noch verwendet – in zwei unterschiedlich reformierten Versionen (Pahawh Njia Dua O / Phajhauj Ntsiab Duas Ob und Pahawh Njia Dua Pe / Phajhauj Ntsiab Duas Peb), allerdings von sehr wenigen Hmong-Sprechern. Eine radikal vereinfachte Version der Schrift (Pahawh Tsa / Phajhauj Txha), die Shong Lue Yang 1971 veröffentlichte, setzte sich überhaupt nicht durch.

### Schriftsprachen in China
Nach der Gründung der Volksrepublik China wurden aufgrund der großen Unterschiede zwischen den verschiedenen Dialekten für die Miao in China drei (bzw. vier) verschiedene Schriftsprachen auf Grundlage des lateinischen Alphabets geschaffen: für den in West-Hunan (Xiangxi-Miao oder Xong), für den in Ost-Guizhou (Qiandong-Miao oder Hmu(b)) und für den in Sichuan, Yunnan und anderen Teilen Guizhous (Chuanqiandian-Miao oder Hmong) – sowie ein Entwurf einer Schriftsprache eines vierten Dialekts, die allerdings nie offiziellen Status erlangte.
Diese vier Schriftsprachen werden allerdings von den Sprechern kaum verwendet. Verschiedene politische Kampagnen – der Große Sprung nach vorn, die Bewegung gegen die „Rechtsabweichler“, die Vier Säuberungen und die Kulturrevolution – hatten verheerende Folgen für die Sprachen der nationalen Minderheiten in ganz China, erst in den 80er Jahren war der Gebrauch vieler Sprachen wieder möglich. Die marktwirtschaftlichen Reformen haben jedoch das Erziehungswesen und damit den Unterricht in Minderheitensprachen in den ärmeren ländlichen Gebieten Chinas zurückbleiben lassen. Die Neuausrichtung der Verlage auf Profitorientiertheit befördert nicht die Publikation von Büchern und Zeitschriften in Sprachen von Minderheiten mit vergleichsweise kleinen Sprecherzahlen und niedriger Kaufkraft.

#### Dut Xongb
Die Schriftsprache des Miao in West-Hunan (östlicher Dialekt; Eigenbezeichnung der Sprache: Dut Xongb [tu53 ɕoŋ45]) wurde im Jahr 1956 geschaffen und im April 1959 reformiert. Die Schriftsprache ist für die 1,1 Millionen Sprecher dieses Dialekts vorgesehen und zieht den Dialekt von Làyǐpíng 腊乙坪村 in der Gemeinde Jíwèi 吉卫乡 im Kreis Huāyuán 花垣县 als Standard heran. Sie unterscheidet 49 Silbenanlaute, 35 Auslaute und sechs Töne, die durch Buchstaben ausgedrückt werden, die an das Silbenende gestellt werden.

##### Anlaute
| p  | b  | pʰ  | p  | mp  | nb  | mpʰ  | np  | f  | f  | m | m | m̥ʰ | hm |    |    |
| pɹ | bl | pɹʰ | pl |     |     | mpɹʰ | npl | mɹ | ml |   |   |    |    |    |    |
|    |    | ʨʰ  | q  | nʨ  | nj  | nʨʰ  | nq  | ɕ  | x  | ʑ | j |    |    |    |    |
| t  | d  | tʰ  | t  | nt  | nd  | ntʰ  | nt  | s  | s  | n | n | n̥ʰ | hn | l̥ʰ | hl |
| ʦ  | z  | ʦʰ  | c  | nʦ  | nz  | nʦʰ  | nc  |    |    |   |   |    |    |    |    |
| ʈ  | zh | ʈʰ  | ch | ɳ ʈ | nzh | ɳ ʈʰ | nch | ʂ  | sh | ʐ | r | ɳ  | nh |    |    |
| k  | g  | kʰ  | k  | ŋk  | ngg | ŋkʰ  | nk  |    |    |   |   |    |    |    |    |
| q  | gh | qʰ  | kh | ɴq  | ngh | ɴqʰ  | nkh |    |    |   |   |    |    |    |    |
| w  | w  | h   | h  | j   | y   |      |     |    |    |   |   |    |    |    |    |

##### Auslaute
|    |     | i   | i    |     |      |
|    |     | iu  | iu   |     |      |
| ɑ  | a   | iɑ  | ia   | uɑ  | ua   |
| o  | o   | io  | io   |     |      |
| e  | e   | ie  | ie   | ue  | ue   |
| a  | ea  | ia  | iea  | ua  | uea  |
| ei | ei  |     |      | uei | ui   |
| ɔ  | ao  | iɔ  | iao  |     |      |
| ɤ  | eu  | iɤ  | ieu  | uɤ  | ueu  |
| ɯ  | ou  | iɯ  | iou  | uɯ  | uou  |
| ɛ̃  | an  | iɛ̃  | ian  | uɛ̃  | uan  |
| en | en  | ien | in   | uen | un   |
| ɑŋ | ang | iɑŋ | iang | uɑŋ | uang |
| oŋ | ong | ioŋ | iong |     |      |

##### Töne
| Beschreibung  | Kontur | Rechtschreibung |
| ------------- | ------ | --------------- |
| hoch steigend | 45     | b               |
| tief fallend  | 21     | x               |
| hoch          | 44     | d               |
| tief          | 22     | l               |
| hoch fallend  | 53     | t               |
| fallend       | 42     | s               |

##### Textprobe
Aus der Erklärung der Allgemeinen Erklärung der Menschenrechte:
| Leb leb nis zib youl nangs, mex ad sheit nangd zend yanl nhangs njanl lib. Mix mex lix xinb gaot liangt send, leb leb lies nhangs ghob nab ghob geud nangd. | Alle Menschen sind frei und gleich an Würde und Rechten geboren. Sie sind mit Vernunft und Gewissen begabt und sollen einander im Geist der Brüderlichkeit begegnen. |

#### Hmub
Die Schriftsprache der Miao in Ost-Guizhou (zentraler Dialekt; 2,1 Millionen Sprecher; Eigenbezeichnung: Hmub) beruht auf dem Dialekt von Yǎnghāo 养蒿村 in der Großgemeinde Sānkēshù 三棵树镇, die zur Stadt Kǎilǐ 凯里市 gehört, und unterscheidet 32 Anlaute, 26 Auslaute und acht Töne.

##### Textprobe
| Laix laix diangl dangt lol sob dab yangx ghax maix zit yef, niangb diot gid zenb nieef haib gid quaif lit gid nongd jus diel pinf denx. Nenx dol maix laib lix xent haib jox hvib vut, nenx dol nongt liek bed ut id xit deit dait. | Alle Menschen sind frei und gleich an Würde und Rechten geboren. Sie sind mit Vernunft und Gewissen begabt und sollen einander im Geist der Brüderlichkeit begegnen. |

#### Hmongb bzw. Hmaob
Die dritte Schriftsprache der Miao in China, der Sichuan-Guizhou-Yunnan-Dialekt (Chinesisch: Chuān-Qián-Diān fāngyán 川黔滇方言; Eigenbezeichnungen: Hmongb und Hmaob), beruht auf dem Dialekt von Dànánshān 大南山村 in der Großgemeinde Yànzikǒu 燕子口镇, die zur Stadt Bìjié 毕节市 in der Provinz Guizhou gehört. Sie unterscheidet 56 Anlaute, 27 Auslaute und acht Töne. Der westliche Dialekt ist sehr uneinheitlich, man unterscheidet sieben Untergruppen: Sichuan-Guizhou-Yunnan im engeren Sinn, Nordost-Yunnan (mit eigener Schriftsprache, s. u.), Guìyáng 贵阳, huìshuǐ 惠水, Máshān 麻山, Luóbó Hé 罗泊河 und Zhòngān Jiāng 重安江. Er wird von über 2,5 Millionen Menschen gesprochen.

##### Textprobe
| Cuat lenx cuat dol bongb deul ndax dex douf muax zif youx, nyaob shout zunb yinx tab ndas dos id, dax zis ib suk. Nil buab daf lol jaox muax lid xinf hlub hout tab liangx xinb shab nzhuk, yinf gaib keuk suk gud dix mol lol nit jinb shenx lol shib daf shib hlad. | Alle Menschen sind frei und gleich an Würde und Rechten geboren. Sie sind mit Vernunft und Gewissen begabt und sollen einander im Geist der Brüderlichkeit begegnen. |

#### Nordwest-Yunnan
Die vierte Schriftsprache ist der Dialekt von Nordost-Yunnan. Ihr Status ist nicht ganz klar. Nach offizieller Einteilung handelt es sich um eine Untergruppe des westlichen Dialekts (Sichuan-Guizhou-Yunnan). Die schriftliche Form beruht auf dem Dialekt von Shíménkǎn 石门坎 im Autonomen Kreis Weining der Yi-, der Hui- und der Miao-Nationalität (Wēiníng Yízú Huízú Miáozú zìzhìxiàn 威宁彝族回族苗族自治县) in der Provinz Guizhou. Sie unterscheidet 55 Anlaute, 21 Auslaute und acht Töne. Der Dialekt hatte 1990 etwa 400.000 Sprecher.
Im Jahr 1999 erschien ein Wörterbuch, das eine Normierung dieser Varietät versucht. Der Dialekt wurde darin in einer modifizierten Version des Pollard-Alphabets verschriftlicht. 2007 wurde ein Vorschlag zur Kodierung dieses modifizierten Pollard-Alphabets in Unicode eingereicht. (neuere Version: ; zum Stand der Diskussion Ende 2009: )

### Moderne Schriftsprachen außerhalb Chinas
Hmong im engeren Sinne (in chinesischer Terminologie die Chuanqiandian-Dialekte des Miao) ist die einzige Sprache bzw. Dialektgruppe der Miao-Sprachen, die auch außerhalb Chinas, nämlich in Vietnam, Laos und Thailand, sowie infolge von Auswanderung auch in den USA und anderen westlichen Ländern, verbreitet ist.
Ende der 1980er Jahre entwarf der protestantische Pastor Txawj Vang eine weitere Schrift für die Hmong, die er Ntawv Paj Ntaub ("Stickereischrift") nannte. Sie besteht aus insgesamt sechzig Zeichen und wird von einigen christlichen Gemeinden unter dem Einfluss der United Christian Liberty Evangelical Church in den USA verwendet.
In Thailand wird Hmong mit dem thailändischen Alphabet geschrieben.
In Vietnam wird Hmong (Mẹo, Mèo, Hmông) mit dem lateinischen Alphabet geschrieben, angelehnt an die vietnamesische Rechtschreibung.